# Stazione di Torre Annunziata Oplonti
Stazione di Torre Annunziata Oplonti vasútállomás Olaszországban, Torre Annunziata településen.

## Vasútvonalak
Az állomást az alábbi vasútvonalak érintik:
- Napoli-Pompei-Poggiomarino-vasútvonal
- Torre Annunziata-Sorrento-vasútvonal

## Kapcsolódó állomások
A vasútállomáshoz az alábbi állomások vannak a legközelebb:
- Stazione di Boscotrecase (Stazione di Poggiomarino, Napoli-Pompei-Poggiomarino-vasútvonal)
- stazione di Trecase (Stazione di Napoli Porta Nolana, Napoli-Pompei-Poggiomarino-vasútvonal)
- Villa Regina railway halt (Stazione di Sorrento, line 13)
- Stazione di Napoli Garibaldi (Stazione di Napoli Porta Nolana, line 13)